# Perfectly Perfect
Perfectly Perfect è un brano musicale del gruppo musicale canadese Simple Plan, contenuto nel loro quinto album in studio Taking One for the Team, pubblicato il 26 settembre 2016.

## Video musicale
Il video ufficiale del brano, diretto da Mark Staubach, è stato pubblicato sul canale YouTube dei Simple Plan il 29 novembre 2016.

## Tracce
Testi e musiche di Simple Plan, Ryan Stewart e Tom Higgenson.
1. Perfectly Perfect – 3:07

## Formazione
Simple Plan
- Pierre Bouvier – voce
- Jeff Stinco – chitarra solista
- Sébastien Lefebvre – chitarra ritmica, voce secondaria
- David Desrosiers – basso, voce secondaria
- Chuck Comeau – batteria, percussioni